# New Mexico (U-Boot)
Die New Mexico, auch USS New Mexico (Kennung: SSN-779), ist ein atomgetriebenes Jagd-U-Boot der Virginia-Klasse der United States Navy. Das U-Boot ist nach dem US-amerikanischen Bundesstaat New Mexico benannt.

## Geschichte
SSN-779 wurde 2003 in Auftrag gegeben und im April 2008 bei Newport News Shipbuilding auf Kiel gelegt. Ende 2008 wurde das Boot getauft, Taufpatin war die Ehefrau von Admiral Edmund P. Giambastiani, Cindy Giambastiani. Am 18. Januar 2009 wurde das Trockendock der New Mexico geflutet und das Boot damit vom Stapel gelassen. Es war vorgesehen, das Boot Ende September 2009 an die Navy zu übergeben und am 21. November in Dienst zu stellen. Nachdem Probleme mit der Waffenführung im Torpedoraum bekannt geworden sind, musste der ursprüngliche Zeitplan jedoch aufgegeben werden. Ende Dezember 2009 nahm die Navy das Boot ab, rund vier Monate vor Ende der vertraglich zugesicherten Frist, die die Ablieferung bis zum 30. April 2010 forderte. Die Indienststellung fand am 27. März 2010 in der Naval Station Norfolk statt.